# پپتید

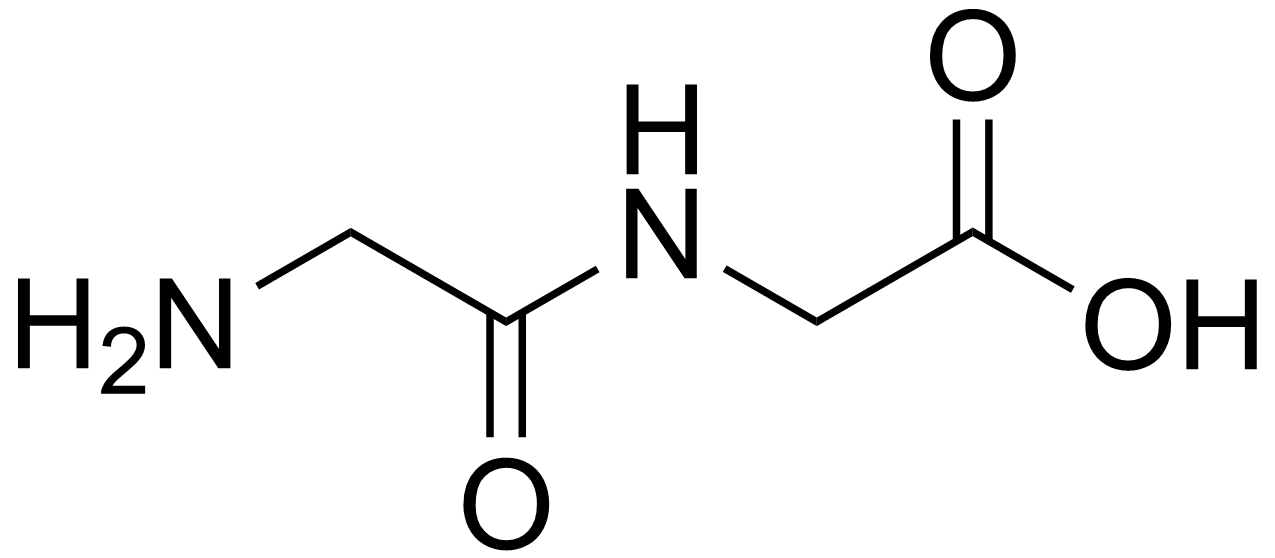
Gly-Gly یا Glycylglycine یک دی پپتید است.

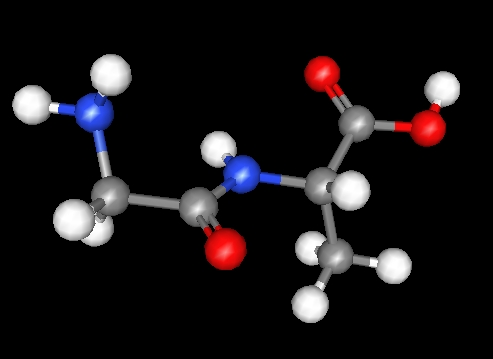
Gly-Ala یک دی پپتید (مدل گوی و میله)

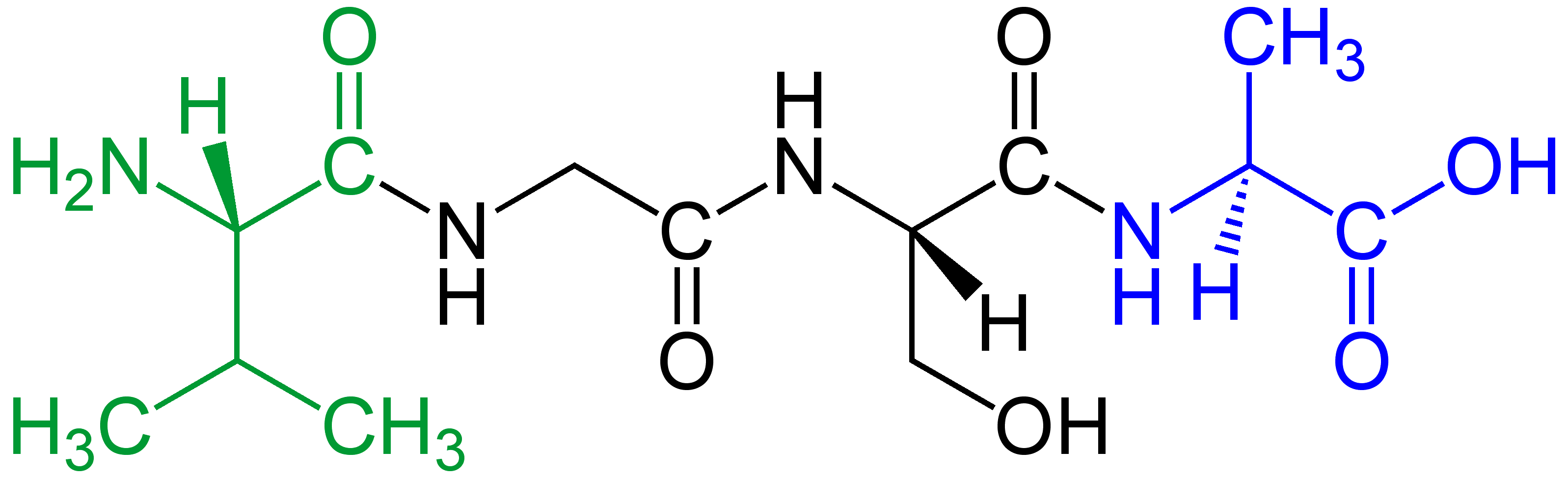
یک تترا پپتید(Val-Gly-Ser-Ala) با پایانه سبزرنگ آمینویی (L-Valine)و پایانه آبی‌رنگ کربوکسیلی (L-Alanine)

پـِپتید (Peptide از واژهٔ یونانی πεπτίδια به معنی: گواردنی کوچک، گوارَک) پلیمر‌های کوچکی هستند که از به هم پیوستن اسیدهای آمینه با ترتیب مشخصی و با پیوند پپتیدی تشکیل شده‌اند.

## تعریف
پیوندهای پپتیدی پیوندهای شیمیایی کووالانسی‌ای‌اند که هنگامی تشکیل می‌شوند که گروه کربوکسیل یک اسید آمینه با گروه آمینی دیگری واکنش کند. به بیانی دیگر پپتیدها آمیدهایی هستند که به واسطه اثر متقابل بین گروه‌های آمینو و کربوکسیل آمینواسیدها تشکیل می‌شوند، در چنین ترکیبهایی گروه آمینو -NHCO-، به نام اتصال یا پیوند پپتیدی نامیده می‌شود. وجه تمایز بین آن‌ها بر اساس تعداد باقی‌ماندههای اسید آمینه در هر مولکول می‌باشد، که بر این اساس به عنوان دی‌پپتید، تری‌پپتید و غیره و در نهایت پلی‌پپتید خوانده می‌شوند. پروتئین‌ها، مولکول‌های بس‌پپتیدی (پلی پپتیدی) ای هستند که از کنار هم قرار گرفتن چندین واحد پلی پپتیدی چه به صورت خطی و چه به شکل‌های موضعی، سه بعدی یا حتی چند زیرواحد پلی‌پپتیدی که به شکل فضایی در کنار هم قرار می‌گیرند، موسوم به ساختار نوع چهارم، تشکیل می‌شوند.
تمایز بین آن‌ها در این است که پپتیدها رشته‌هایی کوتاه و پلی‌پپتیدها و پروتئین‌ها رشته‌هایی بلند از اسید آمینه هستند. به عبارتی تمایز بین آن‌ها در تعداد پپتیدهای تشکیل دهنده زنجیره می‌باشد. کوتاه‌ترین پپتیدها دی پپتیدها هستند، که شامل دو اسید آمینه پیوند شده توسط یک پیوند پپتیدی ساده می‌باشند، و بعد از آن تری پپتید، تترا پپتید و … یک بس پپتید (پلی پپتید) یک زنجیره طولانی، پیوسته و بدون شاخه از اسیدهای آمینه است. همچنین پپتیدها از پروتئین‌ها بر اساس اندازه تمیز داده می‌شوند و به عنوان یک قرارداد شامل پنجاه اسید آمینه یا کمتر هستند. پروتئین‌ها شامل یک یا بیشتر از پلی پپتیدهایی هستند که بر اساس کارکرد زیست‌شناسی‌شان در کنار هم قرار گرفته‌اند، این دسته‌ها اغلب با لیگاند‌هایی همچون کوآنزیم‌ها، کوفاکتور‌ها یا پروتئین‌های دیگر یا درشت‌مولکول دیگری (همچون DNA ,RNA و …) یا مجموعه‌های بزرگ مولکولی پیچیده پیوند تشکیل می‌دهند. در نهایت هر چند آنچه که در تکنیک‌های آزمایشگاهی به منظور تعیین یا تشخیص به کار برده می‌شوند در مورد پپتیدها متفاوت است با پلی پپتیدها و پروتئینها، (به عنوان نمونه تعیین و تشخیص با روش‌های الکتروفورز، کروماتوگرافی و غیره)، با این همه مرز مشخصی بین پپتیدها و پلی پپتیدها یا پروتئین‌ها وجود ندارد. پپتیدهای بلند زنجیره مانند بتا-آمیلویید به عنوان پروتئین مورد مطالعه قرار می‌گیرند و پروتئین‌های کوچکتر مانند انسولین به عنوان پپتید. از این رو پپتیدها در ردیف مواد شیمیایی چندپار(اولیگومر) و بسپار(پلی‌مر) قرار می‌گیرند در حالی که همچنان جز اسیدهای نوکلییک، اولیگوساکارید‌ها و پلی‌ساکارید‌ها طبقه‌بندی می‌شوند.
اسیدهای آمینه‌ای که در زمره پپتیدها جای داده می‌شوند، باقی مانده واکنشی هستند که در طی آن یا یک یون هیدروژن از پایانه آمینی یا یک یون هیدروکسیل از پایانه کربوکسیلی یا هر دو آزاد می‌شوند، همچنانکه یک مولکول آب در طی تشکیل هر پیوند آمیدی آزاد می‌شود. همه پپتیدها به جز پپتیدهای حلقوی دارای یک پایانه نیتروژنی و یک پایانه کربنی هستند (همان‌طور که در شکل تتراپپتید نشان داده شده است).
در نمایش ساختمان‌های پپتیدی، بر حسب قرارداد، باقی‌مانده اسید آمینه انتهایی N- (دارای گروه آمینو آزاد) در منتهی‌الیه سمت چپ و باقی مانده اسید آمینه انتهایی -C(دارای گروه کربوکسیل آزاد) در منتهی‌الیه سمت راست نوشته می‌شود.

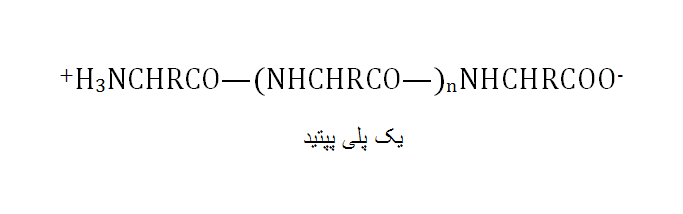

مطالعه پپتیدها به‌طور عمده گامی به سوی درک ترکیب‌های پیچیده‌تر، یعنی پروتئین‌ها بوده است. به هر حال پپتیدها به نوبه خود ترکیب‌های بسیار مهمی هستند: به عنوان مثال: تری پپتید گلوتاتیون در بیشتر سلول‌های زنده یافت می‌شود؛ آلفا-کورتیکوتروپین، که از ۳۹ باقی‌مانده آمینو اسید تشکیل می‌شود، بخشی از هورمون آدرنوکورتیکوتروپین ACTH است. از مدت‌ها قبل معلوم شده بود نوناپپتید اکسی توسین که از لوب خلفی هیپوفیز ترشح می‌شود، دارای خاصیت تحریکی در انقباض عضله رحم است. تحقیقات نشان داده‌اند که پپتیدهایی نسبتاً کوچک بر روی لذتهای تماسی و جنسی پستانداران مؤثرند. این پپتیدها بر روی همخوابگی، در آغوش گرفتن فرزند و حتی معاشرت و مراوده با مردمان تأثیر می‌گذارند. این ترکیب‌ها به هورمون ارضا موسومند و راهنمای لذت خوانده می‌شوند.

## دسته‌بندی پپتیدها
پپتیدها بر اساس چگونگی تشکیلشان به گروه‌های مختلف دسته‌بندی می‌شوند.

### پپتیدهای شیر
پپتیدهای شیر در یک روند طبیعی طی شکست آنزیمی توسط آنزیم‌های هضم‌کننده از پروتئین کازیین شیر به وجود می‌آیند. آن‌ها همچنین می‌توانند از پروتئینازِ لاکتوباسیلی در طی تخمیر شیر نیز ایجاد شوند. کازیین خانواده‌ای از پروتئین‌های هتروژن بوده که به چهار گروه آلفا کازیین، بتا کازیین، گاما کازیین و کاپا کازیین تقسیم می‌شوند؛ کازیین منبع غنی پپتیدهای زیست فعال است. این پپتیدها علاوه بر ارزش تغذیه‌ای بالا، دارای ویژگی‌های بیولوژیکی و فیزیولوژیکی متعددی هستند. اثرات ضد سرطانی، ضد پوسیدگی دندان، ضد باکتریایی و ضد ویروسی، هیپوکلسترولمی، ضد پرفشاری خون و نیز تنظیم پاسخهای ایمنی تأیید شده‌اند.

### پپتیدهای ریبوزومی
پپتیدهای ریبوزومی توسط ترجمه mRNA ساخته می‌شوند. آن‌ها اغلب دستمایه پروتئین کافت به منظور ساخت شکل کامل پروتئین‌ها قرار می‍گیرند. این ترکیب‌ها نوعاً در ارگانیسم‌های تکامل یافته تر، به عنوان هورمون و مولکول‌های نشانه‌گذار عمل می‌کنند. بعضی از ارگانیسم‌ها، پپتیدها را به عنوان پادزیست تولید می‌کنند، مانند میکروسینها. از آنجا که آن‌ها اجزای سلولی-مولکولیِ ترجمه شده‌اند، باقییماندههای آمینواسیدی محدود می‌شوند به استفاده توسط ریبوزومها. به هر حال، در این پپتیدها، به‌طور متناوب تعدیلاتی بعد از ترجمه رخ می‌دهد همچون فسفریلاسیون، هیدروکسیلاسیون، سولفوناسیون، پالمیتولاسیون، گلیکوزیلاسیون و تشکیل دی سولفید. پپتیدهای ریبوزومی معمولاً خطی هستند، اگرچه ساختمان‌های قوسی نیز مشاهده شده‌اند. گاهی تغییرات ساختمانی نامتعارف بیشتری رخ می‌دهد، مانند راسمیزاسیون L-آمینواسیدها به D-آمینواسیدها در سم موجود در زهر نوک‌اردکی.

### پپتیدهای غیرریبوزومی
پپتیدهای غیر ریبوزومی به جای ریبوزوم توسط آنزیمهایی ساخته می‌شوند که مختص هر پپتید هستند. معروفترین پپتید غیر ریبوزومی گلوتاتیون است، که یک جز سازنده سیستم‌های دفاعی ضد اکسنده در بیشتر ارگانیسم‌های هوازی از جمله انسان می‌باشد. بقیه انواع پپتیدهای غیر ریبوزومی بیشتر در ارگانیسم‌های تک سلولی، گیاهان و قارچها وجود دارند و توسط کمپلکسهای آنزیمی پیمانه‌ای که سنتتازهای پپتیدی غیر ریبوزومی نامیده می‌شوند، ساخته می‌شوند. این کمپلکس‌ها اغلب در وضعیتی مشابه پدید می‌آیند، و می‌توانند شامل قسمت‌های متفاوت زیادی جهت اجرای یک سری متنوع از دستکاری‌های شیمیایی در توسعه محصولات باشند. این پپتیدها اغلب حلقوی هستند و می‌توانند ساختمان‌های حلقوی بسیار پیچیده‌ای داشته باشند، اگر چه پپتیدهای غیر ریبوزومی خطی هم معمول هستند. از هنگامیکه سیستم‌های ماشینی برای ساخت اسیدهای چرب و پلی‌کتیدها به راه افتادند، اغلب ترکیب‌های هیبرید دیده می‌شوند. وجود اکسازول یا تیازول اغلب نشان می‌دهد که ترکیب مورد نظر به روش‌های ماشینی ساخته شده است.

### پپتون‌ها
پپتون ترکیبی با تعداد محدودی اسید آمینه، معمولاً بین ۳ تا ۱۰ اسید آمینه است که از تجزیه(هیدرولیز) پروتئین معمولاً شیر و گوشت حیوانی بدست می‌آید. پپتون‌ها در رشد باکتری‌ها و قارچ‌ها به عنوان واسطه تغذیه‌ای عمل می‌کنند. باکتری‌ها و سلول‌ها جهت رشد و نمو خود نیاز به منبع کربن و نیتروژن دارند که پپتون‌ها مهم‌ترین و اصلی‌ترین منبع نیتروژن جهت رشد و نمو آن‌ها هستند. پپتون‌ها معمولاً به صورت پودر یا گرانول و به روش اسپری-درایر تهیه می‌شوند و در آب و حلال‌های آبی محلولند.
پپتون‌ها در صنایع مختلف مانند موسسات تولید واکسن و دارو، آرایشی و بهداشتی، کارخانه‌های تولید مخمر و مایه مخمر، تولید محیطهای کشت باکتریایی و سلولی از جمله در آزمایشگاه‌های تشخیص طبی، برخی صنایع غذایی تولیدکننده خوراکی‌های فراوری شده و غذاهای آماده، همچنین تولید بستنی، تولید مکملها، کنسانتره، و خوراک دام و طیور و … و بسیاری دیگر از تولیدات فراورده‌های زیستی (بیولوژیک) به‌طور گسترده استفاده می‌شوند.

### قطعه‌های پپتیدی
قطعه‌های پپتیدی اشاره دارد به قطعاتی از پروتئین که جهت شناسایی کمی یا کیفی یک پروتئین معین استفاده می‌شوند. اغلب این قطعات پپتیدی محصول تخریب آنزیمی یا هیدرولیز جزئی یک پروتئین کامل هستند که در آزمایشگاه در شرایط کنترل شده روی نمونه انجام می‌شوند، اما از تخریب اجزای پروتئینی در شرایط طبیعی و تحت اثر عوامل تخریبی طبیعی نیز می‌توانند ایجاد شوند.

## سنتز پپتیدها
از آنجا که پپتیدهای بلند زنجیره همان پروتئین‌ها هستند، بنابراین سنتز پروتئین در واقع به نوعی همان فرایند ساخت پروتئین است. اتصال آمینو اسیدهای مختلف به یکدیگر از طریق پیوندهای آمیدی یا پپتیدی منجر به سنتز پپتید یا در نهایت پروتئین خواهد شد.

مسیر ثابت در ترکیب پپتیدها

## پپتیدها در زیست‌شناسی مولکولی
پپتیدها به چند دلیل در زیست‌شناسی مولکولی دارای اهمیت ویژه‌ای شده‌اند. اول اینکه پپتیدها اجازه تولید آنتی‌بادیهای پپتیدی را در حیوانات بدون نیاز به پالایش پروتئین مورد نظر می‌دهند. این شامل سنتز پپتیدهای آنتی‌ژنیکِ پروتئین مورد نظر می‌شود. در آن صورت این پپتیدها برای ساخت آنتی‌بادی ضد پروتئین خرگوش یا موش می‌توانند استفاده شوند.
دلیل دیگر این است که پپتیدها در اندازه‌گیری به روش طیف‌سنجی جرمی مورد استفاده قرار می‌گیرند؛ و به ما اجازه می‌دهند که پروتئین‌های مورد نظر خود را بر اساس جرم یا توالی پپتیدها شناسایی کنیم. در این مورد پپتیدها اغلب توسط روش هضم درون ژلی بعد از جداسازی به روش الکتروفورزِ پروتئین‌ها ایجاد می‌شوند.

پپتیدها اخیراً در مطالعه ساختمان و عملکرد پروتئین استفاده شده‌اند. برای مثال پپتیدهای مصنوعی می‌توانند در تعیین محل رخدادن کنش و واکنش‌های بین پروتئین و پپتید به عنوان ردیاب استفاده شوند. همچنین پپتیدهای بازدارنده در تحقیقات بالینی جهت بررسی آثار پپتیدها روی جلوگیری از پیشرفت پروتئین‌های سرطانی و دیگر بیماری‌ها استفاده می‌شوند. برای مثال یکی از امیدوارانه‌ترین کاربردها در این زمینه مطالعه پپتیدهایی است که به ساخت LHRH منتهی می‌شوند. این پپتیدهای ویژه به عنوان یک همکنش کننده عمل می‌کنند، به این معنی که به یک سلول به گونه‌ای می‌چسبند که دریافت‌کننده‌های LHRH را تحت کنترل درآورند. فرایند بازدارندگی سلول‌های دریافت‌کننده هورمون، حکایت از این دارد که پپتیدها می‌توانند در درمان سرطان پروستات سودمند باشند. اما پیش از نسبت دادن خواص ضد سرطانی به پپتیدها و اثبات آنچه که توسط پپتیدها به نمایش درآمده‌اند، تحقیقات و آزمایش‌های بیشتری لازم است تا با قطعیت بتوان آن‌ها را پذیرفت.

## خانواده‌های معروف پپتید
خانواده‌های پپتیدهای مورد بحث در این بخش، پپتیدهای ریبوزومی هستند و معمولاً با فعالیت هورمونی. همه این پپتید بایگانی‌شده  در ۳۰ نوامبر ۲۰۲۰ توسط Wayback Machineها توسط سلول‌ها تا اندازه پروپپتیدها یا پروپروتئین‌ها سنتز می‌شوند و پیش از خروج از سلول کوتاه می‌شوند و به داخل جریان خون جایی که آن‌ها وظیفه نشانه‌گذاری خود را اجرا می‌کنند، جاری می‌شوند.
- پپتیدهای تاکی‌کینین[۳۲]
- ماده P[۳۳]
- کاسینین[۳۴]
- نوروکینین A[۳۵]
- اِلِدویسین[۳۶]
- نوروکینین B
- پپتیدهای وازو-اکتیو روده‌ای[۳۷]
- VIP (پپتید وازو-اکتیو روده‌ای؛PHM27)
- PACAP (پپتید فعال‌کننده آدنیلات سیکلاز مخاطی)[۳۸]
- پپتید PHI 27 (ایزولوسین هیستیدین27)[۳۹]
- GHRH 1-24 (هورمون آزادکننده هورمون رشد ۲۴–۱)[۴۰]
- گلوکاگون[۴۱]
- سکرتین[۴۲]
- پپتیدهای وابسته به پلی‌پپتیدهای لوزالمعده‌ای
- NPY (نوروپپتید Y)[۴۳]
- PYY (پپتید YY)[۴۴]
- APP (پلی پپتید لوزالمعده‌ای طیور)[۴۵]
- PPY (پلی پپتید لوزالمعده‌ای)[۴۶]
- پپتیدهای مخدره[۴۷]
- پپتیدهای پروپیوملانوکورتین (POMC)[۴۸]
- پنتا پپتیدهای انکفالین[۴۹]
- پپتیدهای پرودی نورفین[۵۰][۵۱]
- پپتیدهای کالسیتونین[۵۲]
- کالسیتونین
- آمیلین[۵۳]
- AGG01[۵۴]
- پپتیدهای دیگر
- پپتیدهای دافع نمک سدیم نوعB[۵۵] با علامت اختصاری BNP - در ماهیچه قلب تولید می‌شوند و در تشخیص بیماری کاربرد دارند.
- لاکتوتری پپتیدها[۵۶] - لاکتو تری پپتیدها ممکن است عامل کاهش فشار خون باشند، اگر چه شواهد هنوز روشن نیستند.

## نقش پپتیدها در گرسنگی و سیری
پپتیدهای موجود در معده و روده در سیری و گرسنگی نقش ایفا می‌کنند.

## پپتیدهای سیری
غذای هضم شده با گیرنده‌های تارهای معدی روده‌ای تعامل می‌کنند و نتیجهٔ این تعامل، آزاد شدن پپتیدها در جریان خون است. ده‌ها پپتید (از جمله کوله‌سیستوکینین (CCK)، گلوکاگون، بومبزین، هورمون محرک آلفا ملانوسیت و سوماتوستاتین) مقدار غذا خوردن را کم می‌کنند.
به ویژه دوز بسیار پایین از کوله‌سیستوکینین، اشتها و خوردن را کم می‌کند و بنابراین می‌توان آن را «پپتید سیری» (یا پپتیدی که اشتها را کم می‌کند) در نظر گرفت.

## پپتیدهای گرسنگی
این پپتیدها اشتها را زیاد می‌کنند. این پپتیدها در مغز به ویژه هیپوتالاموس ساخته می‌شوند. معروف‌ترین آن‌ها عبارتند از: پپتید عصبی Y, گالانین، اورکسین A و گرلین

## دکاپپتید

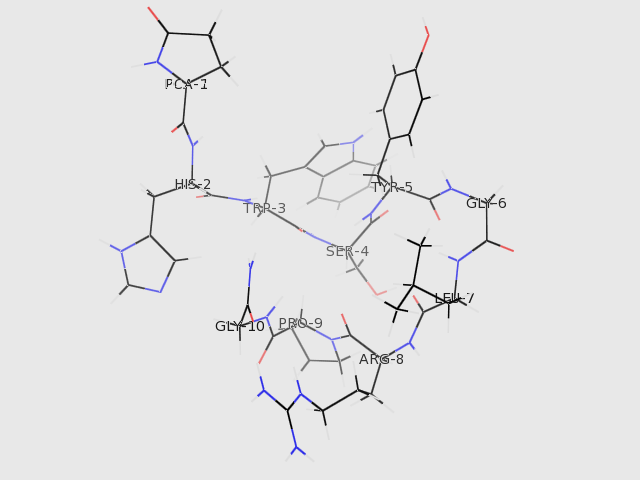
ساختار GnRH

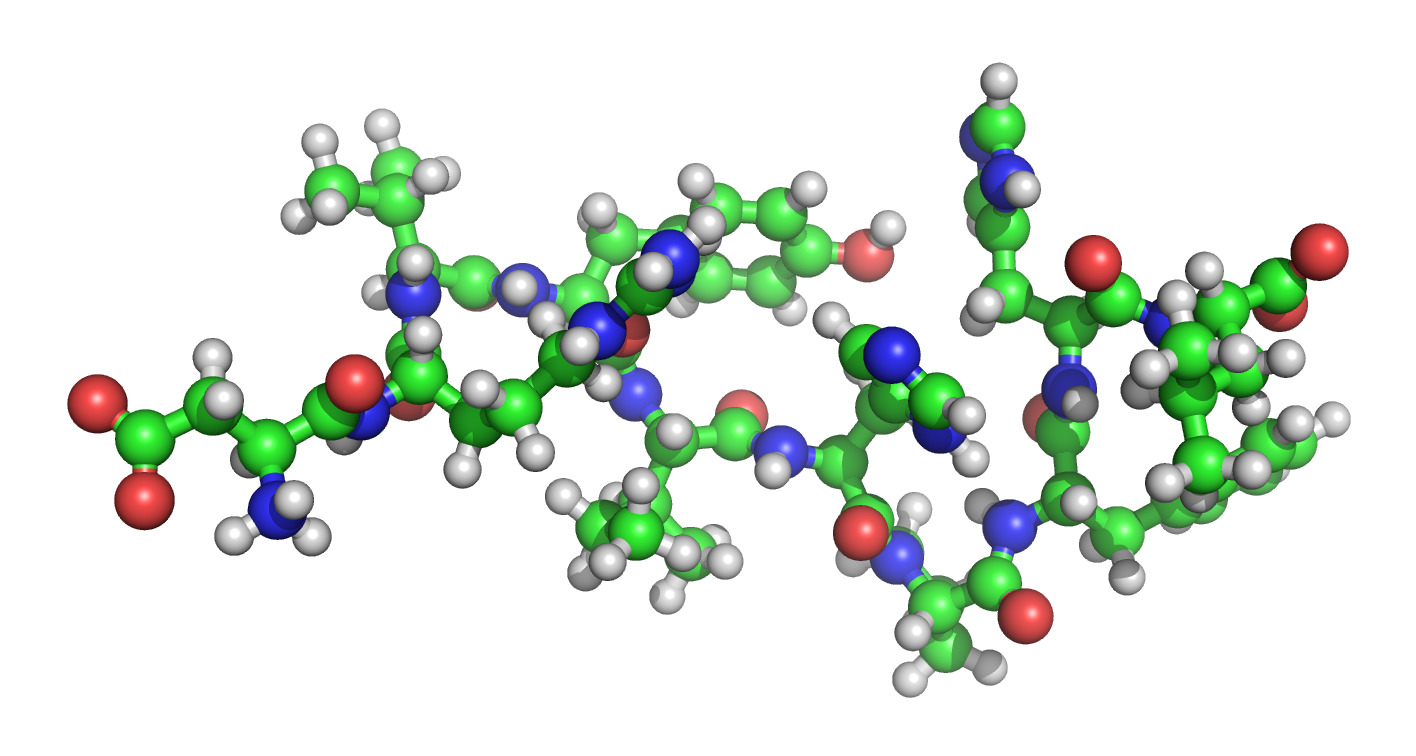
آنژیوتانسین I

دکاپپتید به پلی پپتیدهایی اطلاق می‌شود که از ده اسید آمینه تشکیل شده‌اند. به عنوان نمونه، آنژیوتانسین I نوعی دکاپپتید است. دکا یکی از پیشوندهای SI است که برابر است با ده و علامت اختصاری آن در سیستم متریک da می‌باشد. پپتید (از واژهٔ یونانی πεπτίδια به معنی :هضم شدهٔ کوچک) , پلیمر کوچکی است که از به هم پیوستن اسیدهای آمینه با ترتیب مشخصی تشکیل شده است. آنژیوتانسین I نوعی دکاپپتید است که در سیستم رنین-آنژیوتانسین-آلدوسترون نقش بازی می‌کند.
هورمون رهاکننده گنادوتروپین (GnRH) نیز نوعی دکاپپتید است که مسئول رهاسازی هورمون محرک فولیکول (FSH) و هورمون زردینه ساز (LH) از بخش جلویی غده هیپوفیز است.